# Alan Osório da Costa Silva
Alan Osório da Costa Silva (Salvador, 19 settembre 1979) è un ex calciatore brasiliano naturalizzato portoghese, di ruolo attaccante.

## Carriera
Comincia la carriera in Brasile con l'Ipatinga, per poi trasferirsi in Portogallo, nelle file del Maritimo, del Porto, del Vitória Guimarães, ed infine del Braga.

## Palmarès

### Club

#### Competizioni nazionali
- Coppa di Lega portoghese: 1

Sporting Braga: 2012-2013
- Coppa del Portogallo: 1

Sporting Braga: 2015-2016